# 2008年のナショナルリーグチャンピオンシップシリーズ
2008年の野球において、メジャーリーグベースボール（MLB）のポストシーズンは10月1日に開幕した。ナショナルリーグの第39回リーグチャンピオンシップシリーズ（39th National League Championship Series、以下「リーグ優勝決定戦」と表記）は、9日から15日にかけて計5試合が開催された。その結果、フィラデルフィア・フィリーズ（東地区）がロサンゼルス・ドジャース（西地区）を4勝1敗で下し、15年ぶり6回目のリーグ優勝およびワールドシリーズ進出を果たした。
この年のレギュラーシーズンでは両球団は8試合対戦し、4勝4敗の五分だった。両球団がポストシーズンで対戦するのは、1977年・1978年・1983年の各リーグ優勝決定戦に次いで25年ぶり4度目。このうち最初の2シリーズに出場した、当時ドジャース内野手のデイビー・ロープスが今シリーズではフィリーズ一塁コーチ、当時フィリーズ内野手のラリー・ボーワが今シリーズではドジャース三塁コーチ、と互いに所属球団を入れ替えて再び対戦した。1977年シリーズ第3戦では、この両者が絡んだプレイが微妙な判定となって試合結果を左右したこともあり、今シリーズ開催に際して当時のことが振り返られた。それから31年後の今シリーズ第3戦では、ドジャースの黒田博樹がフィリーズのシェーン・ビクトリーノの頭近くへ投球したことをきっかけに乱闘が発生し、両選手らとともにロープスとボーワにもMLB機構から罰金が科された。シリーズMVPには、第1戦と第5戦の2試合に先発登板していずれも7.0イニングを投げ、2勝0敗・防御率1.93という成績を残したフィリーズのコール・ハメルズが選出された。このあとフィリーズは、ワールドシリーズでもアメリカンリーグ王者タンパベイ・レイズを4勝1敗で下し、28年ぶり2度目の優勝を成し遂げた。
2007年よりワールドシリーズの開幕日が、全米テレビ中継の視聴率が高く見込める曜日の放送を増やすために、土曜日から水曜日に変更された。これに伴いポストシーズンの期間が延びたため、リーグ優勝決定戦では第4戦と第5戦の間に休養日が設けられた。この方式は、2009年シーズン終了後に撤廃されるまで3年間続いた。

## 試合結果
2008年のナショナルリーグ優勝決定戦は10月9日に開幕し、途中に移動日と休養日を挟んで7日間で5試合が行われた。日程・結果は以下の通り。
| 日付                                                         | 試合  | ビジター球団（先攻）         | スコア | ホーム球団（後攻）           | 開催球場                   | 開催球場                                       |
| ------------------------------------------------------------ | ----- | ---------------------------- | ------ | ---------------------------- | -------------------------- | ---------------------------------------------- |
| 10月09日（木）                                               | 第1戦 | ロサンゼルス・ドジャース     | 2－3   | フィラデルフィア・フィリーズ | シチズンズ・バンク・パーク | シチズンズ・バンク・パークドジャー・スタジアム |
| 10月10日（金）                                               | 第2戦 | ロサンゼルス・ドジャース     | 5－8   | フィラデルフィア・フィリーズ | シチズンズ・バンク・パーク | シチズンズ・バンク・パークドジャー・スタジアム |
| 10月11日（土）                                               |       | 移動日                       | 移動日 | 移動日                       |                            | シチズンズ・バンク・パークドジャー・スタジアム |
| 10月12日（日）                                               | 第3戦 | フィラデルフィア・フィリーズ | 2－7   | ロサンゼルス・ドジャース     | ドジャー・スタジアム       | シチズンズ・バンク・パークドジャー・スタジアム |
| 10月13日（月）                                               | 第4戦 | フィラデルフィア・フィリーズ | 7－5   | ロサンゼルス・ドジャース     | ドジャー・スタジアム       | シチズンズ・バンク・パークドジャー・スタジアム |
| 10月14日（火）                                               |       | 休養日                       | 休養日 | 休養日                       | ドジャー・スタジアム       | シチズンズ・バンク・パークドジャー・スタジアム |
| 10月15日（水）                                               | 第5戦 | フィラデルフィア・フィリーズ | 5－1   | ロサンゼルス・ドジャース     | ドジャー・スタジアム       | シチズンズ・バンク・パークドジャー・スタジアム |
| 優勝：フィラデルフィア・フィリーズ（4勝1敗 / 15年ぶり6度目） |       |                              |        |                              |                            | シチズンズ・バンク・パークドジャー・スタジアム |

### 第1戦 10月9日
- シチズンズ・バンク・パーク（ペンシルベニア州フィラデルフィア）

|                              | 1 | 2 | 3 | 4 | 5 | 6 | 7 | 8 | 9 | R | H | E |
| ---------------------------- | - | - | - | - | - | - | - | - | - | - | - | - |
| ロサンゼルス・ドジャース     | 1 | 0 | 0 | 1 | 0 | 0 | 0 | 0 | 0 | 2 | 7 | 1 |
| フィラデルフィア・フィリーズ | 0 | 0 | 0 | 0 | 0 | 3 | 0 | 0 | X | 3 | 7 | 0 |

1. 勝利：コール・ハメルズ（1勝）
2. セーブ：ブラッド・リッジ（1S）
3. 敗戦：デレク・ロウ（1敗）
4. 本塁打
PHI：チェイス・アトリー1号2ラン、パット・バレル1号ソロ
5. 審判
［球審］マイク・ライリー
［塁審］一塁: ジェリー・ミールズ、二塁: マイク・エベリット、三塁: テッド・バレット
［外審］左翼: マイク・ウィンタース、右翼: ゲイリー・シダーストロム
6. 試合開始時刻: 東部夏時間（UTC-4）午後8時23分  試合時間: 2時間36分  観客: 4万5839人  気温: 73°F（22.8°C）
詳細: MLB.com Gameday / ESPN.com / Baseball-Reference.com / Fangraphs

| ロサンゼルス・ドジャース | ロサンゼルス・ドジャース | ロサンゼルス・ドジャース | ロサンゼルス・ドジャース | ロサンゼルス・ドジャース                                                                              | フィラデルフィア・フィリーズ | フィラデルフィア・フィリーズ | フィラデルフィア・フィリーズ | フィラデルフィア・フィリーズ | フィラデルフィア・フィリーズ                                                                        |
| ------------------------ | ------------------------ | ------------------------ | ------------------------ | --- | ---------------------------- | ---------------------------- | ---------------------------- | ---------------------------- | --------------------------------------------------------------------------------------------------- |
| 打順                     | 守備                     | 選手                     | 打席                     | D・ロウR・マーティンJ・ローニーB・デウィットC・ブレイクR・ファーカルM・ラミレスM・ケンプA・イーシアー | 打順                         | 守備                         | 選手                         | 打席                         | C・ハメルズC・ルイーズR・ハワードC・アトリーP・フェリスJ・ロリンズP・バレルS・ビクトリーノJ・ワース |
| 1                        | 遊                       | R・ファーカル            | 両                       | D・ロウR・マーティンJ・ローニーB・デウィットC・ブレイクR・ファーカルM・ラミレスM・ケンプA・イーシアー | 1                            | 遊                           | J・ロリンズ                  | 両                           | C・ハメルズC・ルイーズR・ハワードC・アトリーP・フェリスJ・ロリンズP・バレルS・ビクトリーノJ・ワース |
| 2                        | 右                       | A・イーシアー            | 左                       | D・ロウR・マーティンJ・ローニーB・デウィットC・ブレイクR・ファーカルM・ラミレスM・ケンプA・イーシアー | 2                            | 中                           | S・ビクトリーノ              | 両                           | C・ハメルズC・ルイーズR・ハワードC・アトリーP・フェリスJ・ロリンズP・バレルS・ビクトリーノJ・ワース |
| 3                        | 左                       | M・ラミレス              | 右                       | D・ロウR・マーティンJ・ローニーB・デウィットC・ブレイクR・ファーカルM・ラミレスM・ケンプA・イーシアー | 3                            | 二                           | C・アトリー                  | 左                           | C・ハメルズC・ルイーズR・ハワードC・アトリーP・フェリスJ・ロリンズP・バレルS・ビクトリーノJ・ワース |
| 4                        | 捕                       | R・マーティン            | 右                       | D・ロウR・マーティンJ・ローニーB・デウィットC・ブレイクR・ファーカルM・ラミレスM・ケンプA・イーシアー | 4                            | 一                           | R・ハワード                  | 左                           | C・ハメルズC・ルイーズR・ハワードC・アトリーP・フェリスJ・ロリンズP・バレルS・ビクトリーノJ・ワース |
| 5                        | 一                       | J・ローニー              | 左                       | D・ロウR・マーティンJ・ローニーB・デウィットC・ブレイクR・ファーカルM・ラミレスM・ケンプA・イーシアー | 5                            | 左                           | P・バレル                    | 右                           | C・ハメルズC・ルイーズR・ハワードC・アトリーP・フェリスJ・ロリンズP・バレルS・ビクトリーノJ・ワース |
| 6                        | 中                       | M・ケンプ                | 右                       | D・ロウR・マーティンJ・ローニーB・デウィットC・ブレイクR・ファーカルM・ラミレスM・ケンプA・イーシアー | 6                            | 右                           | J・ワース                    | 右                           | C・ハメルズC・ルイーズR・ハワードC・アトリーP・フェリスJ・ロリンズP・バレルS・ビクトリーノJ・ワース |
| 7                        | 三                       | C・ブレイク              | 右                       | D・ロウR・マーティンJ・ローニーB・デウィットC・ブレイクR・ファーカルM・ラミレスM・ケンプA・イーシアー | 7                            | 三                           | P・フェリス                  | 右                           | C・ハメルズC・ルイーズR・ハワードC・アトリーP・フェリスJ・ロリンズP・バレルS・ビクトリーノJ・ワース |
| 8                        | 二                       | B・デウィット            | 左                       | D・ロウR・マーティンJ・ローニーB・デウィットC・ブレイクR・ファーカルM・ラミレスM・ケンプA・イーシアー | 8                            | 捕                           | C・ルイーズ                  | 右                           | C・ハメルズC・ルイーズR・ハワードC・アトリーP・フェリスJ・ロリンズP・バレルS・ビクトリーノJ・ワース |
| 9                        | 投                       | D・ロウ                  | 右                       | D・ロウR・マーティンJ・ローニーB・デウィットC・ブレイクR・ファーカルM・ラミレスM・ケンプA・イーシアー | 9                            | 投                           | C・ハメルズ                  | 左                           | C・ハメルズC・ルイーズR・ハワードC・アトリーP・フェリスJ・ロリンズP・バレルS・ビクトリーノJ・ワース |
| 先発投手                 | 先発投手                 | 先発投手                 | 投球                     | D・ロウR・マーティンJ・ローニーB・デウィットC・ブレイクR・ファーカルM・ラミレスM・ケンプA・イーシアー | 先発投手                     | 先発投手                     | 先発投手                     | 投球                         | C・ハメルズC・ルイーズR・ハワードC・アトリーP・フェリスJ・ロリンズP・バレルS・ビクトリーノJ・ワース |
| D・ロウ                  | D・ロウ                  | D・ロウ                  | 右                       | D・ロウR・マーティンJ・ローニーB・デウィットC・ブレイクR・ファーカルM・ラミレスM・ケンプA・イーシアー | C・ハメルズ                  | C・ハメルズ                  | C・ハメルズ                  | 左                           | C・ハメルズC・ルイーズR・ハワードC・アトリーP・フェリスJ・ロリンズP・バレルS・ビクトリーノJ・ワース |

### 第2戦 10月10日
- シチズンズ・バンク・パーク（ペンシルベニア州フィラデルフィア）

|                              | 1 | 2 | 3 | 4 | 5 | 6 | 7 | 8 | 9 | R | H  | E |
| ---------------------------- | - | - | - | - | - | - | - | - | - | - | -- | - |
| ロサンゼルス・ドジャース     | 0 | 1 | 1 | 3 | 0 | 0 | 0 | 0 | 0 | 5 | 8  | 1 |
| フィラデルフィア・フィリーズ | 0 | 4 | 4 | 0 | 0 | 0 | 0 | 0 | X | 8 | 11 | 1 |

1. 勝利：ブレット・マイヤーズ（1勝）
2. セーブ：ブラッド・リッジ（2S）
3. 敗戦：チャド・ビリングズリー（1敗）
4. 本塁打
LAD：マニー・ラミレス1号3ラン
5. 審判
［球審］ジェリー・ミールズ
［塁審］一塁: マイク・エベリット、二塁: テッド・バレット、三塁: マイク・ウィンタース
［外審］左翼: ゲイリー・シダーストロム、右翼: マイク・ライリー
6. 試合開始時刻: 東部夏時間（UTC-4）午後4時35分  試合時間: 3時間33分  観客: 4万5883人  気温: 74°F（23.3°C）
詳細: MLB.com Gameday / ESPN.com / Baseball-Reference.com / Fangraphs

| ロサンゼルス・ドジャース | ロサンゼルス・ドジャース | ロサンゼルス・ドジャース | ロサンゼルス・ドジャース | ロサンゼルス・ドジャース                                                                                        | フィラデルフィア・フィリーズ | フィラデルフィア・フィリーズ | フィラデルフィア・フィリーズ | フィラデルフィア・フィリーズ | フィラデルフィア・フィリーズ                                                                        |
| ------------------------ | ------------------------ | ------------------------ | ------------------------ | --- | ---------------------------- | ---------------------------- | ---------------------------- | ---------------------------- | --------------------------------------------------------------------------------------------------- |
| 打順                     | 守備                     | 選手                     | 打席                     | C・ビリングズリーR・マーティンJ・ローニーB・デウィットC・ブレイクR・ファーカルM・ラミレスM・ケンプA・イーシアー | 打順                         | 守備                         | 選手                         | 打席                         | B・マイヤーズC・ルイーズR・ハワードC・アトリーG・ダブスJ・ロリンズP・バレルS・ビクトリーノJ・ワース |
| 1                        | 遊                       | R・ファーカル            | 両                       | C・ビリングズリーR・マーティンJ・ローニーB・デウィットC・ブレイクR・ファーカルM・ラミレスM・ケンプA・イーシアー | 1                            | 遊                           | J・ロリンズ                  | 両                           | B・マイヤーズC・ルイーズR・ハワードC・アトリーG・ダブスJ・ロリンズP・バレルS・ビクトリーノJ・ワース |
| 2                        | 捕                       | R・マーティン            | 右                       | C・ビリングズリーR・マーティンJ・ローニーB・デウィットC・ブレイクR・ファーカルM・ラミレスM・ケンプA・イーシアー | 2                            | 中                           | S・ビクトリーノ              | 両                           | B・マイヤーズC・ルイーズR・ハワードC・アトリーG・ダブスJ・ロリンズP・バレルS・ビクトリーノJ・ワース |
| 3                        | 左                       | M・ラミレス              | 右                       | C・ビリングズリーR・マーティンJ・ローニーB・デウィットC・ブレイクR・ファーカルM・ラミレスM・ケンプA・イーシアー | 3                            | 二                           | C・アトリー                  | 左                           | B・マイヤーズC・ルイーズR・ハワードC・アトリーG・ダブスJ・ロリンズP・バレルS・ビクトリーノJ・ワース |
| 4                        | 右                       | A・イーシアー            | 左                       | C・ビリングズリーR・マーティンJ・ローニーB・デウィットC・ブレイクR・ファーカルM・ラミレスM・ケンプA・イーシアー | 4                            | 一                           | R・ハワード                  | 左                           | B・マイヤーズC・ルイーズR・ハワードC・アトリーG・ダブスJ・ロリンズP・バレルS・ビクトリーノJ・ワース |
| 5                        | 一                       | J・ローニー              | 左                       | C・ビリングズリーR・マーティンJ・ローニーB・デウィットC・ブレイクR・ファーカルM・ラミレスM・ケンプA・イーシアー | 5                            | 左                           | P・バレル                    | 右                           | B・マイヤーズC・ルイーズR・ハワードC・アトリーG・ダブスJ・ロリンズP・バレルS・ビクトリーノJ・ワース |
| 6                        | 中                       | M・ケンプ                | 右                       | C・ビリングズリーR・マーティンJ・ローニーB・デウィットC・ブレイクR・ファーカルM・ラミレスM・ケンプA・イーシアー | 6                            | 右                           | J・ワース                    | 右                           | B・マイヤーズC・ルイーズR・ハワードC・アトリーG・ダブスJ・ロリンズP・バレルS・ビクトリーノJ・ワース |
| 7                        | 二                       | B・デウィット            | 左                       | C・ビリングズリーR・マーティンJ・ローニーB・デウィットC・ブレイクR・ファーカルM・ラミレスM・ケンプA・イーシアー | 7                            | 三                           | G・ダブス                    | 左                           | B・マイヤーズC・ルイーズR・ハワードC・アトリーG・ダブスJ・ロリンズP・バレルS・ビクトリーノJ・ワース |
| 8                        | 三                       | C・ブレイク              | 右                       | C・ビリングズリーR・マーティンJ・ローニーB・デウィットC・ブレイクR・ファーカルM・ラミレスM・ケンプA・イーシアー | 8                            | 捕                           | C・ルイーズ                  | 右                           | B・マイヤーズC・ルイーズR・ハワードC・アトリーG・ダブスJ・ロリンズP・バレルS・ビクトリーノJ・ワース |
| 9                        | 投                       | C・ビリングズリー        | 右                       | C・ビリングズリーR・マーティンJ・ローニーB・デウィットC・ブレイクR・ファーカルM・ラミレスM・ケンプA・イーシアー | 9                            | 投                           | B・マイヤーズ                | 右                           | B・マイヤーズC・ルイーズR・ハワードC・アトリーG・ダブスJ・ロリンズP・バレルS・ビクトリーノJ・ワース |
| 先発投手                 | 先発投手                 | 先発投手                 | 投球                     | C・ビリングズリーR・マーティンJ・ローニーB・デウィットC・ブレイクR・ファーカルM・ラミレスM・ケンプA・イーシアー | 先発投手                     | 先発投手                     | 先発投手                     | 投球                         | B・マイヤーズC・ルイーズR・ハワードC・アトリーG・ダブスJ・ロリンズP・バレルS・ビクトリーノJ・ワース |
| C・ビリングズリー        | C・ビリングズリー        | C・ビリングズリー        | 右                       | C・ビリングズリーR・マーティンJ・ローニーB・デウィットC・ブレイクR・ファーカルM・ラミレスM・ケンプA・イーシアー | B・マイヤーズ                | B・マイヤーズ                | B・マイヤーズ                | 右                           | B・マイヤーズC・ルイーズR・ハワードC・アトリーG・ダブスJ・ロリンズP・バレルS・ビクトリーノJ・ワース |

### 第3戦 10月12日
- ドジャー・スタジアム（カリフォルニア州ロサンゼルス）

|                              | 1 | 2 | 3 | 4 | 5 | 6 | 7 | 8 | 9 | R | H  | E |
| ---------------------------- | - | - | - | - | - | - | - | - | - | - | -- | - |
| フィラデルフィア・フィリーズ | 0 | 1 | 0 | 0 | 0 | 0 | 1 | 0 | 0 | 2 | 7  | 0 |
| ロサンゼルス・ドジャース     | 5 | 1 | 0 | 1 | 0 | 0 | 0 | 0 | X | 7 | 10 | 0 |

1. 勝利：黒田博樹（1勝）
2. 敗戦：ジェイミー・モイヤー（1敗）
3. 本塁打
LAD：ラファエル・ファーカル1号ソロ
4. 審判
［球審］マイク・エベリット
［塁審］一塁: テッド・バレット、二塁: マイク・ウィンタース、三塁: ゲイリー・シダーストロム
［外審］左翼: マイク・ライリー、右翼: ジェリー・ミールズ
5. 試合開始時刻: 太平洋夏時間（UTC-7）午後5時24分  試合時間: 2時間57分  観客: 5万6800人  気温: 70°F（21.1°C）
詳細: MLB.com Gameday / ESPN.com / Baseball-Reference.com / Fangraphs

| フィラデルフィア・フィリーズ | フィラデルフィア・フィリーズ | フィラデルフィア・フィリーズ | フィラデルフィア・フィリーズ | フィラデルフィア・フィリーズ                                                                        | ロサンゼルス・ドジャース | ロサンゼルス・ドジャース | ロサンゼルス・ドジャース | ロサンゼルス・ドジャース | ロサンゼルス・ドジャース                                                                                        |
| ---------------------------- | ---------------------------- | ---------------------------- | ---------------------------- | --------------------------------------------------------------------------------------------------- | ------------------------ | ------------------------ | ------------------------ | ------------------------ | --- |
| 打順                         | 守備                         | 選手                         | 打席                         | J・モイヤーC・ルイーズR・ハワードC・アトリーP・フェリスJ・ロリンズP・バレルS・ビクトリーノJ・ワース | 打順                     | 守備                     | 選手                     | 打席                     | 黒田博樹R・マーティンN・ガルシア · パーラB・デウィットC・ブレイクR・ファーカルM・ラミレスM・ケンプA・イーシアー |
| 1                            | 遊                           | J・ロリンズ                  | 両                           | J・モイヤーC・ルイーズR・ハワードC・アトリーP・フェリスJ・ロリンズP・バレルS・ビクトリーノJ・ワース | 1                        | 遊                       | R・ファーカル            | 両                       | 黒田博樹R・マーティンN・ガルシア · パーラB・デウィットC・ブレイクR・ファーカルM・ラミレスM・ケンプA・イーシアー |
| 2                            | 中                           | S・ビクトリーノ              | 両                           | J・モイヤーC・ルイーズR・ハワードC・アトリーP・フェリスJ・ロリンズP・バレルS・ビクトリーノJ・ワース | 2                        | 右                       | A・イーシアー            | 左                       | 黒田博樹R・マーティンN・ガルシア · パーラB・デウィットC・ブレイクR・ファーカルM・ラミレスM・ケンプA・イーシアー |
| 3                            | 二                           | C・アトリー                  | 左                           | J・モイヤーC・ルイーズR・ハワードC・アトリーP・フェリスJ・ロリンズP・バレルS・ビクトリーノJ・ワース | 3                        | 左                       | M・ラミレス              | 右                       | 黒田博樹R・マーティンN・ガルシア · パーラB・デウィットC・ブレイクR・ファーカルM・ラミレスM・ケンプA・イーシアー |
| 4                            | 一                           | R・ハワード                  | 左                           | J・モイヤーC・ルイーズR・ハワードC・アトリーP・フェリスJ・ロリンズP・バレルS・ビクトリーノJ・ワース | 4                        | 捕                       | R・マーティン            | 右                       | 黒田博樹R・マーティンN・ガルシア · パーラB・デウィットC・ブレイクR・ファーカルM・ラミレスM・ケンプA・イーシアー |
| 5                            | 左                           | P・バレル                    | 右                           | J・モイヤーC・ルイーズR・ハワードC・アトリーP・フェリスJ・ロリンズP・バレルS・ビクトリーノJ・ワース | 5                        | 一                       | N・ガルシアパーラ        | 右                       | 黒田博樹R・マーティンN・ガルシア · パーラB・デウィットC・ブレイクR・ファーカルM・ラミレスM・ケンプA・イーシアー |
| 6                            | 右                           | J・ワース                    | 右                           | J・モイヤーC・ルイーズR・ハワードC・アトリーP・フェリスJ・ロリンズP・バレルS・ビクトリーノJ・ワース | 6                        | 三                       | C・ブレイク              | 右                       | 黒田博樹R・マーティンN・ガルシア · パーラB・デウィットC・ブレイクR・ファーカルM・ラミレスM・ケンプA・イーシアー |
| 7                            | 三                           | P・フェリス                  | 右                           | J・モイヤーC・ルイーズR・ハワードC・アトリーP・フェリスJ・ロリンズP・バレルS・ビクトリーノJ・ワース | 7                        | 中                       | M・ケンプ                | 右                       | 黒田博樹R・マーティンN・ガルシア · パーラB・デウィットC・ブレイクR・ファーカルM・ラミレスM・ケンプA・イーシアー |
| 8                            | 捕                           | C・ルイーズ                  | 右                           | J・モイヤーC・ルイーズR・ハワードC・アトリーP・フェリスJ・ロリンズP・バレルS・ビクトリーノJ・ワース | 8                        | 二                       | B・デウィット            | 左                       | 黒田博樹R・マーティンN・ガルシア · パーラB・デウィットC・ブレイクR・ファーカルM・ラミレスM・ケンプA・イーシアー |
| 9                            | 投                           | J・モイヤー                  | 左                           | J・モイヤーC・ルイーズR・ハワードC・アトリーP・フェリスJ・ロリンズP・バレルS・ビクトリーノJ・ワース | 9                        | 投                       | 黒田博樹                 | 右                       | 黒田博樹R・マーティンN・ガルシア · パーラB・デウィットC・ブレイクR・ファーカルM・ラミレスM・ケンプA・イーシアー |
| 先発投手                     | 先発投手                     | 先発投手                     | 投球                         | J・モイヤーC・ルイーズR・ハワードC・アトリーP・フェリスJ・ロリンズP・バレルS・ビクトリーノJ・ワース | 先発投手                 | 先発投手                 | 先発投手                 | 投球                     | 黒田博樹R・マーティンN・ガルシア · パーラB・デウィットC・ブレイクR・ファーカルM・ラミレスM・ケンプA・イーシアー |
| J・モイヤー                  | J・モイヤー                  | J・モイヤー                  | 左                           | J・モイヤーC・ルイーズR・ハワードC・アトリーP・フェリスJ・ロリンズP・バレルS・ビクトリーノJ・ワース | 黒田博樹                 | 黒田博樹                 | 黒田博樹                 | 右                       | 黒田博樹R・マーティンN・ガルシア · パーラB・デウィットC・ブレイクR・ファーカルM・ラミレスM・ケンプA・イーシアー |

### 第4戦 10月13日
- ドジャー・スタジアム（カリフォルニア州ロサンゼルス）

|                              | 1 | 2 | 3 | 4 | 5 | 6 | 7 | 8 | 9 | R | H  | E |
| ---------------------------- | - | - | - | - | - | - | - | - | - | - | -- | - |
| フィラデルフィア・フィリーズ | 2 | 0 | 0 | 0 | 0 | 1 | 0 | 4 | 0 | 7 | 12 | 1 |
| ロサンゼルス・ドジャース     | 1 | 0 | 0 | 0 | 2 | 2 | 0 | 0 | 0 | 5 | 11 | 0 |

1. 勝利：ライアン・マドソン（1勝）
2. セーブ：ブラッド・リッジ（3S）
3. 敗戦：コーリー・ウェイド（1敗）
4. 本塁打
PHI：シェーン・ビクトリーノ1号2ラン、マット・ステアーズ1号2ラン
LAD：ケイシー・ブレイク1号ソロ
5. 審判
［球審］テッド・バレット
［塁審］一塁: マイク・ウィンタース、二塁: ゲイリー・シダーストロム、三塁: マイク・ライリー
［外審］左翼: ジェリー・ミールズ、右翼: マイク・エベリット
6. 試合開始時刻: 太平洋夏時間（UTC-7）午後5時24分  試合時間: 3時間44分  観客: 5万6800人  気温: 74°F（23.3°C）
詳細: MLB.com Gameday / ESPN.com / Baseball-Reference.com / Fangraphs

| フィラデルフィア・フィリーズ | フィラデルフィア・フィリーズ | フィラデルフィア・フィリーズ | フィラデルフィア・フィリーズ | フィラデルフィア・フィリーズ                                                                        | ロサンゼルス・ドジャース | ロサンゼルス・ドジャース | ロサンゼルス・ドジャース | ロサンゼルス・ドジャース | ロサンゼルス・ドジャース                                                                                |
| ---------------------------- | ---------------------------- | ---------------------------- | ---------------------------- | --------------------------------------------------------------------------------------------------- | ------------------------ | ------------------------ | ------------------------ | ------------------------ | --- |
| 打順                         | 守備                         | 選手                         | 打席                         | J・ブラントンC・ルイーズR・ハワードC・アトリーG・ダブスJ・ロリンズP・バレルS・ビクトリーノJ・ワース | 打順                     | 守備                     | 選手                     | 打席                     | D・ロウR・マーティンJ・ローニーB・デウィットC・ブレイクR・ファーカルM・ラミレスJ・ピエールA・イーシアー |
| 1                            | 遊                           | J・ロリンズ                  | 両                           | J・ブラントンC・ルイーズR・ハワードC・アトリーG・ダブスJ・ロリンズP・バレルS・ビクトリーノJ・ワース | 1                        | 遊                       | R・ファーカル            | 両                       | D・ロウR・マーティンJ・ローニーB・デウィットC・ブレイクR・ファーカルM・ラミレスJ・ピエールA・イーシアー |
| 2                            | 右                           | J・ワース                    | 右                           | J・ブラントンC・ルイーズR・ハワードC・アトリーG・ダブスJ・ロリンズP・バレルS・ビクトリーノJ・ワース | 2                        | 右                       | A・イーシアー            | 左                       | D・ロウR・マーティンJ・ローニーB・デウィットC・ブレイクR・ファーカルM・ラミレスJ・ピエールA・イーシアー |
| 3                            | 二                           | C・アトリー                  | 左                           | J・ブラントンC・ルイーズR・ハワードC・アトリーG・ダブスJ・ロリンズP・バレルS・ビクトリーノJ・ワース | 3                        | 左                       | M・ラミレス              | 右                       | D・ロウR・マーティンJ・ローニーB・デウィットC・ブレイクR・ファーカルM・ラミレスJ・ピエールA・イーシアー |
| 4                            | 一                           | R・ハワード                  | 左                           | J・ブラントンC・ルイーズR・ハワードC・アトリーG・ダブスJ・ロリンズP・バレルS・ビクトリーノJ・ワース | 4                        | 捕                       | R・マーティン            | 右                       | D・ロウR・マーティンJ・ローニーB・デウィットC・ブレイクR・ファーカルM・ラミレスJ・ピエールA・イーシアー |
| 5                            | 左                           | P・バレル                    | 右                           | J・ブラントンC・ルイーズR・ハワードC・アトリーG・ダブスJ・ロリンズP・バレルS・ビクトリーノJ・ワース | 5                        | 一                       | J・ローニー              | 左                       | D・ロウR・マーティンJ・ローニーB・デウィットC・ブレイクR・ファーカルM・ラミレスJ・ピエールA・イーシアー |
| 6                            | 中                           | S・ビクトリーノ              | 両                           | J・ブラントンC・ルイーズR・ハワードC・アトリーG・ダブスJ・ロリンズP・バレルS・ビクトリーノJ・ワース | 6                        | 二                       | B・デウィット            | 左                       | D・ロウR・マーティンJ・ローニーB・デウィットC・ブレイクR・ファーカルM・ラミレスJ・ピエールA・イーシアー |
| 7                            | 三                           | G・ダブス                    | 左                           | J・ブラントンC・ルイーズR・ハワードC・アトリーG・ダブスJ・ロリンズP・バレルS・ビクトリーノJ・ワース | 7                        | 三                       | C・ブレイク              | 右                       | D・ロウR・マーティンJ・ローニーB・デウィットC・ブレイクR・ファーカルM・ラミレスJ・ピエールA・イーシアー |
| 8                            | 捕                           | C・ルイーズ                  | 右                           | J・ブラントンC・ルイーズR・ハワードC・アトリーG・ダブスJ・ロリンズP・バレルS・ビクトリーノJ・ワース | 8                        | 中                       | J・ピエール              | 左                       | D・ロウR・マーティンJ・ローニーB・デウィットC・ブレイクR・ファーカルM・ラミレスJ・ピエールA・イーシアー |
| 9                            | 投                           | J・ブラントン                | 右                           | J・ブラントンC・ルイーズR・ハワードC・アトリーG・ダブスJ・ロリンズP・バレルS・ビクトリーノJ・ワース | 9                        | 投                       | D・ロウ                  | 右                       | D・ロウR・マーティンJ・ローニーB・デウィットC・ブレイクR・ファーカルM・ラミレスJ・ピエールA・イーシアー |
| 先発投手                     | 先発投手                     | 先発投手                     | 投球                         | J・ブラントンC・ルイーズR・ハワードC・アトリーG・ダブスJ・ロリンズP・バレルS・ビクトリーノJ・ワース | 先発投手                 | 先発投手                 | 先発投手                 | 投球                     | D・ロウR・マーティンJ・ローニーB・デウィットC・ブレイクR・ファーカルM・ラミレスJ・ピエールA・イーシアー |
| J・ブラントン                | J・ブラントン                | J・ブラントン                | 右                           | J・ブラントンC・ルイーズR・ハワードC・アトリーG・ダブスJ・ロリンズP・バレルS・ビクトリーノJ・ワース | D・ロウ                  | D・ロウ                  | D・ロウ                  | 右                       | D・ロウR・マーティンJ・ローニーB・デウィットC・ブレイクR・ファーカルM・ラミレスJ・ピエールA・イーシアー |

### 第5戦 10月15日
- ドジャー・スタジアム（カリフォルニア州ロサンゼルス）

|                              | 1 | 2 | 3 | 4 | 5 | 6 | 7 | 8 | 9 | R | H | E |
| ---------------------------- | - | - | - | - | - | - | - | - | - | - | - | - |
| フィラデルフィア・フィリーズ | 1 | 0 | 2 | 0 | 2 | 0 | 0 | 0 | 0 | 5 | 8 | 0 |
| ロサンゼルス・ドジャース     | 0 | 0 | 0 | 0 | 0 | 1 | 0 | 0 | 0 | 1 | 7 | 3 |

1. 勝利：コール・ハメルズ（2勝）
2. 敗戦：チャド・ビリングズリー（2敗）
3. 本塁打
PHI：ジミー・ロリンズ1号ソロ
LAD：マニー・ラミレス2号ソロ
4. 審判
［球審］マイク・ウィンタース
［塁審］一塁: ゲイリー・シダーストロム、二塁: マイク・ライリー、三塁: ジェリー・ミールズ
［外審］左翼: マイク・エベリット、右翼: テッド・バレット
5. 試合開始時刻: 太平洋夏時間（UTC-7）午後5時23分  試合時間: 3時間14分  観客: 5万6800人  気温: 89°F（31.7°C）
詳細: MLB.com Gameday / ESPN.com / Baseball-Reference.com / Fangraphs

| フィラデルフィア・フィリーズ | フィラデルフィア・フィリーズ | フィラデルフィア・フィリーズ | フィラデルフィア・フィリーズ | フィラデルフィア・フィリーズ                                                                        | ロサンゼルス・ドジャース | ロサンゼルス・ドジャース | ロサンゼルス・ドジャース | ロサンゼルス・ドジャース | ロサンゼルス・ドジャース                                                                                        |
| ---------------------------- | ---------------------------- | ---------------------------- | ---------------------------- | --------------------------------------------------------------------------------------------------- | ------------------------ | ------------------------ | ------------------------ | ------------------------ | --- |
| 打順                         | 守備                         | 選手                         | 打席                         | C・ハメルズC・ルイーズR・ハワードC・アトリーP・フェリスJ・ロリンズP・バレルS・ビクトリーノJ・ワース | 打順                     | 守備                     | 選手                     | 打席                     | C・ビリングズリーR・マーティンJ・ローニーB・デウィットC・ブレイクR・ファーカルM・ラミレスM・ケンプA・イーシアー |
| 1                            | 遊                           | J・ロリンズ                  | 両                           | C・ハメルズC・ルイーズR・ハワードC・アトリーP・フェリスJ・ロリンズP・バレルS・ビクトリーノJ・ワース | 1                        | 遊                       | R・ファーカル            | 両                       | C・ビリングズリーR・マーティンJ・ローニーB・デウィットC・ブレイクR・ファーカルM・ラミレスM・ケンプA・イーシアー |
| 2                            | 右                           | J・ワース                    | 右                           | C・ハメルズC・ルイーズR・ハワードC・アトリーP・フェリスJ・ロリンズP・バレルS・ビクトリーノJ・ワース | 2                        | 右                       | A・イーシアー            | 左                       | C・ビリングズリーR・マーティンJ・ローニーB・デウィットC・ブレイクR・ファーカルM・ラミレスM・ケンプA・イーシアー |
| 3                            | 二                           | C・アトリー                  | 左                           | C・ハメルズC・ルイーズR・ハワードC・アトリーP・フェリスJ・ロリンズP・バレルS・ビクトリーノJ・ワース | 3                        | 左                       | M・ラミレス              | 右                       | C・ビリングズリーR・マーティンJ・ローニーB・デウィットC・ブレイクR・ファーカルM・ラミレスM・ケンプA・イーシアー |
| 4                            | 一                           | R・ハワード                  | 左                           | C・ハメルズC・ルイーズR・ハワードC・アトリーP・フェリスJ・ロリンズP・バレルS・ビクトリーノJ・ワース | 4                        | 捕                       | R・マーティン            | 右                       | C・ビリングズリーR・マーティンJ・ローニーB・デウィットC・ブレイクR・ファーカルM・ラミレスM・ケンプA・イーシアー |
| 5                            | 左                           | P・バレル                    | 右                           | C・ハメルズC・ルイーズR・ハワードC・アトリーP・フェリスJ・ロリンズP・バレルS・ビクトリーノJ・ワース | 5                        | 一                       | J・ローニー              | 左                       | C・ビリングズリーR・マーティンJ・ローニーB・デウィットC・ブレイクR・ファーカルM・ラミレスM・ケンプA・イーシアー |
| 6                            | 中                           | S・ビクトリーノ              | 両                           | C・ハメルズC・ルイーズR・ハワードC・アトリーP・フェリスJ・ロリンズP・バレルS・ビクトリーノJ・ワース | 6                        | 三                       | C・ブレイク              | 右                       | C・ビリングズリーR・マーティンJ・ローニーB・デウィットC・ブレイクR・ファーカルM・ラミレスM・ケンプA・イーシアー |
| 7                            | 三                           | P・フェリス                  | 右                           | C・ハメルズC・ルイーズR・ハワードC・アトリーP・フェリスJ・ロリンズP・バレルS・ビクトリーノJ・ワース | 7                        | 中                       | M・ケンプ                | 右                       | C・ビリングズリーR・マーティンJ・ローニーB・デウィットC・ブレイクR・ファーカルM・ラミレスM・ケンプA・イーシアー |
| 8                            | 捕                           | C・ルイーズ                  | 右                           | C・ハメルズC・ルイーズR・ハワードC・アトリーP・フェリスJ・ロリンズP・バレルS・ビクトリーノJ・ワース | 8                        | 二                       | B・デウィット            | 左                       | C・ビリングズリーR・マーティンJ・ローニーB・デウィットC・ブレイクR・ファーカルM・ラミレスM・ケンプA・イーシアー |
| 9                            | 投                           | C・ハメルズ                  | 左                           | C・ハメルズC・ルイーズR・ハワードC・アトリーP・フェリスJ・ロリンズP・バレルS・ビクトリーノJ・ワース | 9                        | 投                       | C・ビリングズリー        | 右                       | C・ビリングズリーR・マーティンJ・ローニーB・デウィットC・ブレイクR・ファーカルM・ラミレスM・ケンプA・イーシアー |
| 先発投手                     | 先発投手                     | 先発投手                     | 投球                         | C・ハメルズC・ルイーズR・ハワードC・アトリーP・フェリスJ・ロリンズP・バレルS・ビクトリーノJ・ワース | 先発投手                 | 先発投手                 | 先発投手                 | 投球                     | C・ビリングズリーR・マーティンJ・ローニーB・デウィットC・ブレイクR・ファーカルM・ラミレスM・ケンプA・イーシアー |
| C・ハメルズ                  | C・ハメルズ                  | C・ハメルズ                  | 左                           | C・ハメルズC・ルイーズR・ハワードC・アトリーP・フェリスJ・ロリンズP・バレルS・ビクトリーノJ・ワース | C・ビリングズリー        | C・ビリングズリー        | C・ビリングズリー        | 右                       | C・ビリングズリーR・マーティンJ・ローニーB・デウィットC・ブレイクR・ファーカルM・ラミレスM・ケンプA・イーシアー |